# Langur gris del Caixmir
El langur gris de Caixmir (Semnopithecus ajax) és una espècie de primat catarrí de la família dels cercopitècids. Habita al nord-oest de l'Índia, el Caixmir pakistanès i Nepal. Anteriorment se'l considerava una subespècie del langur gris comú. Apareix com a espècie en perill d'extinció a la Llista Vermella de la UICN a causa del seu territori petit, la fragmentació de les seves poblacions i l'acció dels humans. Es tracta d'una espècie arborícola i diürna que viu a diferents tipus de boscos a altituds d'entre 2.200 i 4.000 msnm.